# Marie-Odile Ascher
Pour les articles homonymes, voir Ascher.
 (septembre 2021).
Marie-Odile Ascher, née à Saillenard, est une femme de lettres française.

## Œuvres
- La Gaude, Saint-Cyr-sur-Loire, France, Éditions Alan Sutton, coll. « Mémoire en images », 2003, 128 p.  (ISBN 2-84253-981-8)
- Pain amer, Paris, Éditions Anne Carrière, 2010, 427 p.  (ISBN 978-2-84337-577-4)

- prix des Lecteurs Ouest-France 2012
- Le Serment de Maria, Paris, Éditions Anne Carrière, 2012, 367 p.  (ISBN 978-2-84337-672-6)
- La Voyageuse des îles, Paris, Éditions Anne Carrière, 2014, 320 p.  (ISBN 978-2-8433-7745-7)
- Aujourd'hui je reviens chez moi, Éditions Il Est Midi, 2022, 244 p.  (ISBN 978-2491689797)